# سوليداد فيلاميل
سوليداد فيلاميل (بالإسبانية: Soledad Villamil)‏ (مواليد 19 يونيو 1969 في لا بلاتا ) هي ممثلة ومغنية سينمائية وتلفزيونية أرجنتينية. عملت في السينما والمسرح و. أصدرت أربعة ألبومات حتى الآن تتناول مواضيع التانغو الأرجنتيني والفولكلور.

## الحياة الشخصية
هي متزوجة منذ عام 1997 من الممثل فيديريكو أوليفيرا ولديهما طفلان، فيوليتا وكلارا أوليفيرا. والداها هما الطبيب يرجيو فيلاميل والصحفية لورا فالكوف، ولديها شقيقان، كاميلا ونيكولاس.

## الجوائز
- فازت بجائزتين من جوائز كارلوس غارديل معادلة أرجنتينية لجوائز جرامي الأمريكية
- فازت بــ جوائز بريت البريطانية[5]
- فازت بـــ جائزة غويا لأفضل ممثلة جديدة عن فيلم "السر في عيونهم" . [6]

## روابط خارجية
- سوليداد فيلاميل على موقع IMDb (الإنجليزية)
- سوليداد فيلاميل على موقع روتن توميتوز (الإنجليزية)
- سوليداد فيلاميل على موقع ألو سيني (الفرنسية)
- سوليداد فيلاميل على موقع ميوزك برينز (الإنجليزية)
- سوليداد فيلاميل على موقع أول موفي (الإنجليزية)
- سوليداد فيلاميل على موقع قاعدة بيانات الأفلام السويدية (السويدية)
- سوليداد فيلاميل على موقع أول ميوزيك (الإنجليزية)
- سوليداد فيلاميل على موقع ديسكوغز (الإنجليزية)
- سوليداد فيلاميل على موقع قاعدة بيانات الفيلم (الإنجليزية)
- سوليداد فيلاميل على موقع كينوبويسك (الروسية)